# Bulgan járás (Dél-Góbi)
Bulgan járás (mongol nyelven: Булган сум) Mongólia Dél-Góbi tartományának egyik járása. Területe 7498 km². Népessége 2395 fő (2009), 2092 fő (2020)
Székhelye, Bulgan (Булган) 95 km-re fekszik Dalandzadgad tartományi székhelytől.